# Analyt
Analyt je konkrétní látka, prvek, ion, funkční skupina, nebo jejich kombinace ve vzorku, jehož přítomnost nebo množství je určováno metodami analytické chemie. Zbytek vzorku se nazývá matrice.
Analyt může být součástí roztoku, směsi plynů nebo pevné látky. Příkladem jsou chloridové ionty stanovené v roztoku kuchyňské soli, kyslík ve vzduchu nebo železo v oceli.